# Mestanza (kommunhuvudort)
Mestanza är en kommunhuvudort i Spanien.   Den ligger i provinsen Provincia de Ciudad Real och regionen Kastilien-La Mancha, i den centrala delen av landet, 210 km söder om huvudstaden Madrid. Mestanza ligger 736 meter över havet och antalet invånare är 801.
Terrängen runt Mestanza är kuperad åt nordost, men åt sydväst är den platt. Terrängen runt Mestanza sluttar söderut. Runt Mestanza är det mycket glesbefolkat, med 2 invånare per kvadratkilometer. Närmaste större samhälle är Puertollano, 12,7 km norr om Mestanza. Trakten runt Mestanza består till största delen av jordbruksmark.